# The Reflection Tour
A The Reflection Tour é a primeira turnê da girl group americana Fifth Harmony, servindo como divulgação para seu primeiro álbum de estúdio, Reflection. Jasmine Villegas, Jacob Whitesides e Mahogany Lox serviram como atos de abertura da turnê. A turnê começou em 27 de fevereiro de 2015 em São Francisco e terminou em 27 de março na Filadélfia. A Yahoo! transmitiu o show de Boston em 24 de março.
Dezesseis de vinte e cinco shows foram esgotados. A turnê atraiu mais de 300,000 fãs e arrecadou um total de $3,0 milhões de dólares, tornando-se a turnê mais lucrativa do grupo.
Depois do término da turnê, o grupo anunciou uma extensão, a Reflection: The Summer Tour, uma turnê americana de dois meses, que começou em 15 de julho de 2015 em Louisville e terminou em 2 de dezembro de 2015 em San José. A Reflection: The Summer Tour teve como atos de abertura Bea Miller, Natalie La Rose, The Never Ending e Common Kings.

## Antecedentes
Depois de ganharem o prêmio Artist to Watch do Video Music Awards, uma turnê patrocinada pela MTV foi anunciada em janeiro de 2015. A turnê era para ser a primeira turnê de grande escala do grupo depois de turnês de pequena escala em 2012 e 2013, e sendo ato de abertura em turnês de Demi Lovato, Cher Lloyd e Austin Mahone. Em conjunto com o anúncio da turnê, o grupo fez um cover da música Uptown Funk com os atos de abertura, Jasmine Villegas, Jacob Whitesides e Mahogany Lox.

## Extensões

### Reflection: The Summer Tour
Depois de completarem a primeira parte da turnê, o grupo decidiu realizar outra parte na América do Norte. Essa turnê foi uma versão 'renovada' da turnê original, onde o grupo performa mais canções, em novos e maiores lugares. O grupo anunciou a segunda parte da turnê em uma Pool Party patrocinada pela Candies com o evento sendo transmitido ao vivo pela Periscope. Nessa turnê, Fifth Harmony usou pela primeira vez roupas projetadas por Marina Toybina, vencedora de três Emmy's. A setlist foi coreografada por Sean Bankhead. O primeiro show da turnê ocorreu em 15 de julho e o encerramento em 16 de setembro. De acordo com várias fontes, uma nova produção e uma diferente setlist foi preparada para esta parte da turnê.

### European Reflection Tour
Com o sucesso das turnês anteriores, o grupo decidiu continuar com a turnê, desta vez passando pela Europa, sendo a primeira aparição em grupo no local. A turnê começou em 26 de outubro de 2015, tendo seu término em 9 de novembro do mesmo ano. O grupo visitou cinco países, sendo eles Alemanha, Espanha, França, Holanda e Reino Unido.

## Setlist

### Fifth Harmony
1. "Boss"
2. "Reflection"
3. "Going Nowhere"
4. "Miss Movin' On" / "We Will Rock You" / "Bad Blood" / "Bitch Better Have My Money"
5. "Sledgehammer"
6. "Suga Mama"
7. "Them Girls Be Like"
8. "Top Down"
9. "Better Together"
10. "This Is How We Roll"
11. "Brave Honest Beautiful"
12. "Like Mariah"
13. "We Know"
14. "Who Are You"
15. "Want to Want Me" / "Dreamlover" / "Can't Feel My Face" / "Don't" / "You Need Me, I Don't Need You" / "Am I Wrong"
16. "Everlasting Love"
17. "Worth It"
18. "Body Rock"
19. "I'm In Love With a Monster"  (especial da "European Reflection Tour")

### Natalie La Rose
1. "Gypsy Woman"
2. "Roller Coaster"
3. "Around the World"
4. "Dance Break"
5. "Jealous" (cover de Nick Jonas) / "Worse Things Than Love" (cover de Timeflies)
6. "Somebody"

### Bea Miller
1. "Dracula"
2. "Rich Kids"
3. "Perfect Picture"
4. "Young Blood"
5. "Chains" (cover de Nick Jonas)
6. "Fire N Gold"

### The Never Ending
1. "When the Dark Falls"
2. "Mulholland Drive"
3. "Secondhand"
4. "Call Me Up"
5. "Dollar Store Locket"

## Shows
| Data                       | Cidade                     | País                       | Local                                       | Ato de abertura                                | Comparecimento             | Rendimento                 |
| Parte 1 - América do Norte | Parte 1 - América do Norte | Parte 1 - América do Norte | Parte 1 - América do Norte                  | Parte 1 - América do Norte                     | Parte 1 - América do Norte | Parte 1 - América do Norte |
| -------------------------- | -------------------------- | -------------------------- | ------------------------------------------- | ---------------------------------------------- | -------------------------- | -------------------------- |
| 27 de fevereiro de 2015    | San Francisco              | Estados Unidos             | The Regency Ballroom                        | Jacob Whitesides Jasmine Villegas Mahogany Lox | 1,424 / 1,424              | $46,280                    |
| 28 de fevereiro de 2015    | San Diego                  | Estados Unidos             | House of Blues                              | Jacob Whitesides Jasmine Villegas Mahogany Lox | 1,096 / 1,096              | $33,190                    |
| 1 de março de 2015         | Los Angeles                | Estados Unidos             | Club Nokia                                  | Jacob Whitesides Jasmine Villegas Mahogany Lox | 2,351 / 2,351              | $73,950                    |
| 4 de março de 2015         | Dallas                     | Estados Unidos             | South Side Music Hall                       | Jacob Whitesides Jasmine Villegas Mahogany Lox | 1,338 / 1,338              | $43,485                    |
| 5 de março de 2015         | Houston                    | Estados Unidos             | Warehouse Live                              | Jacob Whitesides Jasmine Villegas Mahogany Lox | 1,656 / 1,656              | $53,820                    |
| 7 de março de 2015         | Fort Lauderdale            | Estados Unidos             | Parker Playhouse                            | Jacob Whitesides Jasmine Villegas Mahogany Lox | 1,090 / 1,090              | $38,508                    |
| 8 de março de 2015         | Tampa                      | Estados Unidos             | Busch Gardens                               | Jacob Whitesides Jasmine Villegas Mahogany Lox | —                          | —                          |
| 9 de março de 2015         | Atlanta                    | Estados Unidos             | Buckhead Theatre                            | Jacob Whitesides Jasmine Villegas Mahogany Lox | 1,465 / 1,465              | $47,613                    |
| 10 de março de 2015        | Charlotte                  | Estados Unidos             | Amos Southend                               | Jacob Whitesides Jasmine Villegas Mahogany Lox | 1,259 / 1,291              | $40,918                    |
| 11 de março de 2015        | Norfolk                    | Estados Unidos             | The Norva                                   | Jacob Whitesides Jasmine Villegas Mahogany Lox | 1,450 / 1,450              | $33,993                    |
| 12 de março de 2015        | Richmond                   | Estados Unidos             | The National                                | Jacob Whitesides Jasmine Villegas Mahogany Lox | 1,500 / 1,500              | $44,250                    |
| 14 de março de 2015        | Chicago                    | Estados Unidos             | Vic Theatre                                 | Jacob Whitesides Jasmine Villegas Mahogany Lox | 1,358 / 1,364              | $47,887                    |
| 15 de março de 2015        | Indianapolis               | Estados Unidos             | Egyptian Room                               | Jacob Whitesides Jasmine Villegas Mahogany Lox | 1,920 / 1,931              | $48,385                    |
| 16 de março de 2015        | Royal Oak                  | Estados Unidos             | Royal Oak Music Theatre                     | Jacob Whitesides Jasmine Villegas Mahogany Lox | 1,700 / 1,700              | $55,705                    |
| 17 de março de 2015        | Toronto                    | Canadá                     | Sound Academy                               | Jacob Whitesides Jasmine Villegas Mahogany Lox | 2,235 / 2,235              | $62,772                    |
| 18 de março de 2015        | Youngstown                 | Estados Unidos             | Stambaugh Auditorium                        | Jacob Whitesides Jasmine Villegas Mahogany Lox | 2,000 / 2,056              | $58,030                    |
| 20 de março de 2015        | Red Bank                   | Estados Unidos             | Count Basie Theatre                         | Jacob Whitesides Jasmine Villegas Mahogany Lox | 1,482 / 1,482              | $52,945                    |
| 20 de março de 2015        | Albany                     | Estados Unidos             | Upstate Concert Hall                        | Jacob Whitesides Jasmine Villegas Mahogany Lox | 1,300 / 1,300              | $48,815                    |
| 22 de março de 2015        | Mashantucket               | Estados Unidos             | Foxwoods Resort Casino                      | Jacob Whitesides Jasmine Villegas Mahogany Lox | 2,802 / 2,802              | $110,679                   |
| 23 de março de 2015        | Nova Iorque                | Estados Unidos             | Best Buy Theater                            | Jacob Whitesides Jasmine Villegas Mahogany Lox | 2,024 / 2,024              | $70,840                    |
| 24 de março de 2015        | Boston                     | Estados Unidos             | The Wilbur Theatre                          | Jacob Whitesides Jasmine Villegas Mahogany Lox | 1,194 / 1,194              | $40,957                    |
| 26 de março de 2015        | Bethlehem                  | Estados Unidos             | Sands Event Center                          | Jacob Whitesides Jasmine Villegas Mahogany Lox | 1,833 / 1,833              | $74,761                    |
| 20 de março de 2015        | Philadelphia               | Estados Unidos             | Keswick Theatre                             | Jacob Whitesides Jasmine Villegas Mahogany Lox | 1,267 / 1,267              | $44,088                    |
| 11 de abril de 2015        | Jackson                    | Estados Unidos             | Plymouth Rock Assurance Arena               | —                                              | —                          | —                          |
| 8 de maio de 2015          | Chula Vista                | Estados Unidos             | Sleep Train Amphitheatre                    | —                                              | —                          | —                          |
| 9 de maio de 2015          | Carson                     | Estados Unidos             | StubHub Center                              | —                                              | —                          | —                          |
| 16 de maio de 2015         | Mansfield                  | Estados Unidos             | Xfinity Center                              | —                                              | —                          | —                          |
| 23 de junho de 2015        | Del Mar                    | Estados Unidos             | Del Mar Fairgrounds                         | —                                              | —                          | —                          |
| 28 de junho de 2015        | Hershey                    | Estados Unidos             | Hershey Stadium                             | —                                              | —                          | —                          |
| Total                      | Total                      | Total                      | Total                                       | Total                                          | 35,744 / 35,840 (99.71%)   | $1,171,871                 |
| Parte 2 - América do Norte |                            |                            |                                             |                                                |                            |                            |
| 15 de julho de 2015        | Louisville                 | Estados Unidos             | Palace Theatre                              | Bea Miller Natalie La Rose The Never Ending    | 2,611 / 2,611              | $83,734                    |
| 17 de julho de 2015        | Lakewood                   | Estados Unidos             | Lakewood Civic Auditorium                   | Bea Miller Natalie La Rose The Never Ending    | 1,500 / 1,500              | $55,705                    |
| 20 de julho de 2015        | Atlanta                    | Estados Unidos             | Cobb Energy Performing Arts Centre          | Bea Miller Natalie La Rose The Never Ending    | 2,750 / 2,750              | $80,342                    |
| 21 de julho de 2015        | Nashvillen                 | Estados Unidos             | Ryman Auditorium                            | Bea Miller Natalie La Rose The Never Ending    | 2,362 / 2,362              | $78,586                    |
| 23 de julho de 2015        | St. Louis                  | Estados Unidos             | Peabody Opera House                         | Bea Miller Natalie La Rose The Never Ending    | —                          | —                          |
| 24 de julho de 2015        | Rogers                     | Estados Unidos             | Walmart Amphitheatre                        | Bea Miller Natalie La Rose The Never Ending    | —                          | —                          |
| 25 de julho de 2015        | Baton Rouge                | Estados Unidos             | Dixie Landin' Theme Park                    | Bea Miller Natalie La Rose The Never Ending    | —                          | —                          |
| 26 de julho de 2015        | Birmingham                 | Estados Unidos             | Concert Hall                                | Bea Miller Natalie La Rose The Never Ending    | 2,835 / 2,835              | $90,612                    |
| 28 de julho de 2015        | Jacksonville               | Estados Unidos             | Florida Theater                             | Bea Miller Natalie La Rose The Never Ending    | 1,930 / 1,930              | $60,867                    |
| 29 de julho de 2015        | Miami Beach                | Estados Unidos             | The Fillmore Miami Beach                    | Bea Miller Natalie La Rose The Never Ending    | 2,705 / 2,705              | $87,196                    |
| 30 de julho de 2015        | Clearwater                 | Estados Unidos             | Ruth Eckerd Hall                            | Bea Miller Natalie La Rose The Never Ending    | 1,941 / 1,990              | $81,114                    |
| 31 de julho de 2015        | Orlando                    | Estados Unidos             | Dr. Phillips Center for the Performing Arts | Bea Miller Natalie La Rose The Never Ending    | —                          | —                          |
| 2 de agosto de 2015        | San Antonio                | Estados Unidos             | Tobin Center                                | Bea Miller Natalie La Rose The Never Ending    | —                          | —                          |
| 3 de agosto de 2015        | Houston                    | Estados Unidos             | Bayou City Event Center                     | Bea Miller Natalie La Rose The Never Ending    | —                          | —                          |
| 4 de agosto de 2015        | Midland                    | Estados Unidos             | Wagner Noël Performing Arts Center          | Bea Miller Natalie La Rose The Never Ending    | 1,750 / 1,750              | $69,420                    |
| 5 de agosto de 2015        | Dallas                     | Estados Unidos             | Verizon Theater                             | Bea Miller Natalie La Rose The Never Ending    | —                          | —                          |
| 7 de agosto de 2015        | Phoenix                    | Estados Unidos             | Comerica Theatre                            | Bea Miller Natalie La Rose The Never Ending    | —                          | —                          |
| 8 de agosto de 2015        | Costa Mesa                 | Estados Unidos             | Orange County Fair & Exhibition Center      | Bea Miller Natalie La Rose The Never Ending    | —                          | —                          |
| 9 de agosto de 2015        | San Jose                   | Estados Unidos             | Event Center Arena                          | Bea Miller Natalie La Rose The Never Ending    | —                          | —                          |
| 11 de agosto de 2015       | Santa Rosa                 | Estados Unidos             | Wells Fargo Center for the Arts             | Bea Miller Natalie La Rose The Never Ending    | —                          | —                          |
| 12 de agosto de 2015       | Bakersfield                | Estados Unidos             | Rabobank Theater                            | Bea Miller Natalie La Rose The Never Ending    | —                          | —                          |
| 13 de agosto de 2015       | Las Vegas                  | Estados Unidos             | The Pearl Concert Theater                   | Bea Miller Natalie La Rose The Never Ending    | —                          | —                          |
| 18 de agosto de 2015       | Denver                     | Estados Unidos             | Paramount Theatre                           | Bea Miller Natalie La Rose The Never Ending    | —                          | —                          |
| 20 de agosto de 2015       | Kansas City                | Estados Unidos             | Uptown Theater                              | Bea Miller Natalie La Rose The Never Ending    | —                          | —                          |
| 21 de agosto de 2015       | Milwaukee                  | Estados Unidos             | Riverside Theatre                           | Bea Miller Natalie La Rose The Never Ending    | —                          | —                          |
| 23 de agosto de 2015       | Buffalo                    | Estados Unidos             | Shea's Performing Arts Center               | Bea Miller Natalie La Rose The Never Ending    | —                          | —                          |
| 24 de agosto de 2015       | Albany                     | Estados Unidos             | Palace Theatre                              | Bea Miller Natalie La Rose The Never Ending    | —                          | —                          |
| 26 de agosto de 2015       | Washington, D.C.           | Estados Unidos             | Warner Theatre                              | Bea Miller Natalie La Rose The Never Ending    | —                          | —                          |
| 27 de agosto de 2015       | Nova Iorque                | Estados Unidos             | Beacon Theatre                              | Bea Miller Natalie La Rose The Never Ending    | 2,791/2,791                | $142,811                   |
| 4 de setembro de 2015      | Syracuse                   | Estados Unidos             | New York State Fair                         | Bea Miller Natalie La Rose The Never Ending    | —                          | —                          |
| 5 de setembro 2015         | Timonium                   | Estados Unidos             | Maryland State Fair                         | Bea Miller Natalie La Rose The Never Ending    | —                          | —                          |
| 16 de setembro de 2015     | Puyallup                   | Estados Unidos             | Washington State Fair                       | Bea Miller Natalie La Rose The Never Ending    | —                          | —                          |
| 10 de outubro de 2015      | Paradise Island            | Bahamas                    | Atlantis Paradise Island                    | —                                              | —                          | —                          |
| 2 de dezembro de 2015      | San Jose                   | Estados Unidos             | SAP Center at San Jose                      | —                                              | —                          | —                          |
| Total                      | Total                      | Total                      | Total                                       | Total                                          | 23,175 / 23,224 (99.78%)   | $129876,4389455            |
| Parte 3 - Europa           |                            |                            |                                             |                                                |                            |                            |
| 26 de outubro de 2015      | Madrid                     | Espanha                    | La Riviera                                  | —                                              | 2,200/2,200                | —                          |
| 31 de outubro de 2015      | Amsterdam                  | Países Baixos              | Melkweg                                     | —                                              | 1,500 / 1,500              | —                          |
| 3 de novembro de 2015      | Londres                    | Reino Unido                | Shepherds Bush Empire                       | —                                              | 2,000/2,000                | —                          |
| 4 de novembro de 2015      | Manchester                 | Reino Unido                | Ritz Manchester                             | —                                              | 1,500/1,500                | —                          |
| 8 de novembro de 2015      | Frankfurt                  | Alemanha                   | Gibson Club                                 | —                                              | 1,800/1,800                | —                          |
| 9 de novembro de 2015      | Paris                      | França                     | Le Trianon                                  | —                                              | 1,091/1,091                | —                          |
| Parte 4 - América Latina   |                            |                            |                                             |                                                |                            |                            |
| 25 de novembro de 2015     | Cidade do México           | México                     | El Plaza Condesa                            | Meli G                                         | 2,400/2,400                | —                          |

## Shows cancelados
| Data                   | Cidade     | País           | Local                 | Motivo                               |
| ---------------------- | ---------- | -------------- | --------------------- | ------------------------------------ |
| 18 de julho de 2015    | Cincinnati | Estados Unidos | PNC Pavilion          | Performance no BET Awards            |
| 16 de setembro de 2015 | Puyallup   | Estados Unidos | Washington State Fair | Integrantes do grupo estavam doentes |